# Luis Villar
Luis Emilio Villar (Carrilobo, 15 marzo 1967) è un ex cestista argentino.

## Carriera
Con l'Argentina ha disputato i Giochi olimpici di Atlanta 1996 e cinque edizioni dei Campionati americani (1988, 1992, 1993, 1995, 1997).